# Piero Mazzocchetti
Piero Mazzocchetti (Pescara, 23 marzo 1978) è un cantante e tenore italiano.
Ha partecipato al Festival di Sanremo 2007 classificandosi 3º con la canzone Schiavo d'amore.

## Biografia
A sette anni si avvicina allo studio del pianoforte al Conservatorio “Luisa D'Annunzio” di Pescara. A sedici anni inizia a esibirsi nei pianobar. Terminati gli studi contro il volere dei genitori, nel dicembre del 1998, accetta un contratto in un locale di Monaco di Baviera;  qui conosce gli ex calciatori del Bayern Karl-Heinz Rummenigge, Mario Basler e Franz Beckenbauer, che iniziano a sponsorizzarlo, e il dirigente sportivo Roger Wittmann, appassionato di canzoni italiane, che decide di scritturarlo diventando presto il suo primo manager.
In breve Mazzocchetti registra il suo primo album in Germania, con la Universal: L'eternità. Registra quindi il secondo album, sempre con la stessa major, Parole nuove, poi un terzo, questa volta con la EMI, dal titolo Amore mio, arrivando a esibirsi negli stadi tedeschi e a partecipare ricorrentemente al Carreras Gala, trasmissione annuale a scopo benefico di ARD condotta dal tenore Josè Carreras (con cui Mazzocchetti ha duettato varie volte).
Nel 2007 il ritorno in patria: Maurizio Fabrizio gli propone una canzone, scritta come sempre insieme a Guido Morra, da presentare al Festival di Sanremo. Mazzocchetti partecipa alla gara con Schiavo d'amore, che si classifica terza nella graduatoria finale della sezione "Big".
Il 2 marzo dello stesso anno esce il suo primo album in Italia, anch'esso intitolato Schiavo d'amore, contenente il brano sanremese, sei brani inediti firmati dagli stessi Morra e Fabrizio e sei rivisitazioni in chiave pop di famose arie d'opera arrangiate da Alterisio Paoletti.
Nel mese di ottobre Mazzocchetti partecipa in Oriente alla cerimonia di chiusura degli Special Olympics World Games al Jiang Wan Stadium di Shanghai.
Nel 2009 viene invitato, quale testimonial ufficiale a interpretare l'inno dei XVI Giochi del Mediterraneo, scritto da Franco Migliacci e composto dal premio Oscar Luis Enriquez, cantato durante la cerimonia di apertura svoltasi a Pescara.
Nel 2010 apre anche la Crossoveracademy per trovare nuovi talenti. Nel 2011 viene scelto dal maestro Tony Verde quale interprete, in vari teatri italiani, del Saggio Igar nel Musical inedito L'Arca di Giada.
Nel bimestre dicembre 2012/gennaio 2013 ha portato il Parlami d'Amore Mariù Tour nei teatri di Pompei, Salerno, Avellino e Teano. Dal 2013 al 2015 è diventato "Testimonial Unicef" per l'Abruzzo.
Nel maggio 2013 esce l'album Parlami d'amore Mariù, con brani che abbracciano 80 anni di musica italiana e internazionale, a cui segue a ottobre 2014 Parlami d'amore Mariù 2 live, che celebra i 15 anni di carriera. Nel 2016 pubblica, in collaborazione col maestro Beppe Vessicchio, l'album crossover Istanti (CP & Partners).
Nel marzo 2017 pubblica il singolo Un attimo lunghissimo, il cui video è realizzato dal regista Marco D'Andragora e regalato all'Associazione Italiana Familiari e Vittime della Strada (AIFVS) per sensibilizzare i giovani a una maggiore attenzione alla guida.
Nel gennaio 2018 pubblica un altro singolo, La via del cuore, il cui video è anche stavolta realizzato da Marco D'Andragora.
A San Giovanni Teatino fonda e dirige la Crossover Academy, un'accademia di canto lirico, pianoforte e canto leggero. Gli ammessi sono circa 150 ogni anno.
Da settembre 2017 prende parte come concorrente alla settima edizione di Tale e quale show su Rai 1.
Nel 2019 è in tour in Italia con il concerto "That's amore".
Il 24 dicembre 2022 in programma Unomattina in famiglia dedicato al Natale canta la canzone di John Lennon Happy Xmas (War Is Over) in duetto con la celebre soprano ucraina Ulyana Kinash ottenendo 1 mln e 300 mila spettatori.
Dagli anni che succedettero il 2020 è il direttore esecutivo di "Dreams junior", programma di successo nazionale della irreprensibile "Rete 8". Inoltre, è l'autore della sigla.

## Vita privata
Nel 2012 ha sposato l'ex allieva Rosalinda Santalucia e l'anno dopo gli è nato il figlio Francesco. La coppia si è lasciata nel 2018, anno in cui il cantante ha iniziato una relazione con Federica Peluffo, conduttrice televisiva.

## Discografia
- 1999 - L'eternità
- 2002 - Parole nuove
- 2004 - Amore mio
- 2007 - Schiavo d'amore
- 2008 - Tribute to Luciano Pavarotti
- 2013 - Parlami d'amore Mariù live
- 2014 - Parlami d'amore Mariù 2 live
- 2016 - Istanti
- 2017 - Un attimo lunghissimo
- 2018 - La via del cuore
- 2019 - Un'altra estate
- 2021 - Il ritmo degli esseri umani